# 美北长老会
美国长老会（英語：Presbyterian Church in the United States of America，缩写 ），又称美北长老会（与美南长老会相对），是美国的一个归正宗教派，在美国革命时期的1789年成立，到1958年与北美联合长老会（United Presbyterian Church of North America）合并成立美國聯合長老會（United Presbyterian Church in the United States of America）。

## 歷史
1789年，在费城举行第一次大会，采纳《韦斯敏斯德信仰信条》、《韦斯敏斯德大要理问答》（Westminster Larger Catechism）、和《韦斯敏斯德小要理问答》（Westminster Shorter Catechism），作为《圣经》之外的次要标准。这次大会修订了信条，以符合美国习惯，并消除教皇为敌基督的说法。
在第二次大觉醒期间，美国长老会使用吸引新信徒的奋兴技术不及新成立的卫理公会和浸信会。在奋兴运动期间，1810年，肯塔基和田纳西形成了独立教派金巴伦长老会（Cumberland Presbyterian Church）。不过，美国长老会仍然从东部到西部，扩展到了整个美国。
在新旧派争议中，1836年，教会分裂为新派（赞成奋兴和不太严格的加尔文主义）和守旧派（赞同传统的加尔文主义和仪式化崇拜）；直到1869年才再度联合。其间，在1861年，几乎所有美国南部的教会都因为奴隶制问题脱离美国长老会，成立美南长老会（Presbyterian Church in the United States），而将美国长老会称为（有时是轻蔑的）“北方教会”，尽管继续在南方黑人中和阿巴拉契亚地区工作。
1906年，大部分金巴崙长老会重新与美国长老会联合，修订了韦斯敏斯德信仰信条，以适应卫斯理派的观点。
从1922年到1936年，美国长老会经历了一次重大争议：基要派-现代派争议，涉及到圣经经文的灵感，忏悔的标准，和禁酒运动等等问题。这时形成了美国长老会历史上第一个明确的保守主义教派信正长老会（Orthodox Presbyterian Church）。
1958年，美国长老会与北美联合长老会（United Presbyterian Church of North America）合并成立联合美国长老会（United Presbyterian Church in the United States of America）。1983年又与美南长老会（PCUS）合并成立新的长老会 (美国)（Presbyterian Church (USA)）。

## 海外传教
1831年，美国长老会在匹兹堡成立差会，向海外传教。1861年南北分裂后分别组建差会。参见美北长老会差会和美南长老会差会。